# Lao Xả Phình
Lao Xả Phình là một xã thuộc huyện Tủa Chùa, tỉnh Điện Biên, Việt Nam.

## Địa lý
Xã Lao Xả Phình có vị trí địa lý:
- Phía đông giáp xã Tả Phìn
- Phía tây giáp huyện Mường Chà
- Phía nam giáp xã Trung Thu
- Phía bắc giáp xã Tả Sìn Thàng.

Xã Lao Xả Phình có diện tích 49,91 km², dân số năm 2022 là 2.858 người, mật độ dân số đạt 57 người/km².

## Hành chính
Xã Lao Xả Phình được chia thành 6 thôn: 1, 2, 3, Cáng Phình, Chèo Chử Phình, Lầu Câu Phình.